# Ulua mentalis
Ulua mentalis és un peix teleosti de la família dels caràngids i de l'ordre dels perciformes.

## Morfologia
Pot arribar als 100 cm de llargària total.

## Distribució geogràfica
Es troba des de les costes de l'Àfrica oriental i Madagascar fins a Taiwan i Austràlia.